# منطقة مصياف
منطقة مصياف منطقة سورية إدارية تتبع محافظة حماة ومركزها مدينة مصياف، بلغ تعداد سكان المنطقة 170,795 نسمة حسب التعداد السكاني لعام 2004.

## نواحي منطقة مصياف
- ناحية مركز مصياف
- ناحية جب رملة
- ناحية عوج
- ناحية عين حلاقيم
- ناحية وادي العيون